# Tantizohuiche
Tantizohuiche är en ort i Mexiko.   Den ligger i kommunen Ciudad Valles och delstaten San Luis Potosí, i den centrala delen av landet, 260 km norr om huvudstaden Mexico City. Tantizohuiche ligger 53 meter över havet och antalet invånare är 177.
Terrängen runt Tantizohuiche är platt åt nordost, men åt sydväst är den kuperad. Runt Tantizohuiche är det ganska glesbefolkat, med 48 invånare per kvadratkilometer. Närmaste större samhälle är Ciudad Valles, 19,3 km norr om Tantizohuiche. Omgivningarna runt Tantizohuiche är en mosaik av jordbruksmark och naturlig växtlighet.